# Монтгомері (Огайо)
Монтгомері (англ. Montgomery) — місто (англ. city) в США, в окрузі Гамільтон штату Огайо. Населення — 10 853 особи (2020).

## Географія
Монтгомері розташоване за координатами 39°15′4″ пн. ш. 84°20′53″ зх. д. / 39.25111° пн. ш. 84.34806° зх. д. (39.251232, -84.347994).  За даними Бюро перепису населення США в 2010 році місто мало площу 13,73 км², з яких 13,69 км² — суходіл та 0,03 км² — водойми.

## Демографія
Згідно з переписом 2010 року, у місті мешкала 10 251 особа в 3849 домогосподарствах у складі 2940 родин. Густота населення становила 747 осіб/км².  Було 4055 помешкань (295/км²).
Расовий склад населення:
| - 89,9 % — білих - 5,6 % — азіатів - 2,7 % — чорних або афроамериканців - 0,1 % — корінних американців |

До двох чи більше рас належало 1,4 %. Частка іспаномовних становила 1,8 % від усіх жителів.
За віковим діапазоном населення розподілялося таким чином: 25,3 % — особи молодші 18 років, 54,8 % — особи у віці 18—64 років, 19,9 % — особи у віці 65 років та старші. Медіана віку мешканця становила 46,9 року. На 100 осіб жіночої статі у місті припадало 92,7 чоловіків;  на 100 жінок у віці від 18 років та старших — 88,1 чоловіків також старших 18 років.
Середній дохід на одне домашнє господарство  становив 146 204 долари США (медіана — 104 735), а середній дохід на одну сім'ю — 164 314 долари (медіана — 131 120). Медіана доходів становила 104 491 долар для чоловіків та 62 219 доларів для жінок. За межею бідності перебувало 3,7 % осіб, у тому числі 0,9 % дітей у віці до 18 років та 5,2 % осіб у віці 65 років та старших.
Цивільне працевлаштоване населення становило 4563 особи. Основні галузі зайнятості: освіта, охорона здоров'я та соціальна допомога — 28,2 %, науковці, спеціалісти, менеджери — 15,5 %, виробництво — 14,9 %.